# Acrotomia mucia
Acrotomia mucia là một loài bướm đêm trong họ Geometridae.